# Девственница среди живых мертвецов
«Девственница среди живых мертвецов» (фр. Christina, princesse de l'érotisme) — эротический фильм ужасов 1973 года режиссёра Хесуса Франко.

## Сюжет
Студентка Кристина из Лондона приезжает в Гондурас для оглашения завещания своего недавно умершего отца среди далёких родственников. Хозяева выглядят и ведут себя весьма странно (в частности, периодически пьют кровь или проявляют свои лесбийские наклонности), однако Кристина не придаёт этому особого значения. Вскоре по ночам Кристине начинают сниться кошмары, в которых она видит своего отца с петлёй на шее. Кристина, думая, что сходит с ума, решает больше узнать о своём отце и о его родственниках. Немногим позже, всё глубже окунаясь в семейные тайны, Кристина узнаёт, что родственники-то и сами не совсем живы, а точнее являются привидениями.

## В ролях
- Кристина Фон Бланк — Кристина Бенсон
- Бритт Николс — Carmencé
- Роза Паломар — тётя Эбигейл
- Анн Либер — Королева ночи
- Ховард Вернон — дядя Ховард
- Пауль Мюллер — Эрнесто Пабло Рейнер, отец Кристины
- Хесус Франко — Базилио

## Версии фильма
Известно около 10 различных версий фильма, включающих как разные сюжетные ходы, так и совсем других актёров, и различающихся хронометражем. В частности, будучи снят ещё в 1971 году, фильма вышел только в 1973-м, причем с добавлением софткор-порнографических сцен с участием Marie-France Broquet, Waldemar Wohlfaart, а также с некоторыми другими актёрами, не принимавшими участие в съёмках оригинальной версии. В 1981 известный кинодеятель Жан Роллен, по указанию киностудии Eurocine, доснял ещё несколько сцен, по словам владельцев киностудии, для грядущего зомби-фильма. В данном случае было снято 20 минут материала, за которые Роллен получил гонорар. При этом Роллен даже не знал, что снятые им сцены будут использованы не в новом фильме, а в качестве вставок к уже существующей картине (сам Роллен фильма никогда не видел). Однако режиссёр не называет подобные действия киностудии злостным похищением его материала, так как знал, что так или иначе они будут задействованы. Стоит отметить, что снятые Ролленом сцены впоследствии были включены в фильм-компиляцию 1986 года Марафон зомби.
Ещё одна версия содержала добавленные сцены из вампирского фильма Роллена и была объявлена как фильм с участием Винсента Прайса. При этом сам Прайс не принимал участия в съёмках ни в одной из известных версий фильма.
Оригинальная 79-минутная версия фильма была восстановлена и выпущена на Blu-Ray только в 2013 году.

## Критика
Кинопортал Allmovie поставил картине 1 балл из 10 возможных. Ричард Уиттакер из The Austin Chronicle назвал его «одним из самых печально известных изувеченных андеграундных фаворитов» и сказал, что «оригинальная версия Франко — это лучшая версия фильма».

## Другие названия фильма
США
- A Virgin Among the Living Dead
- Christine, Princess of Eroticism
- Zombi 4: A Virgin Among the Living Dead

Испания
- La noche de las estrellas fugaces
- Los sueños eróticos de Christina

Италия
- I desideri erotici di Christine
- Una vergine tra i morti viventi
- Gli zombi cannibali

Франция
- Christina chez les morts vivants
- Une vierge chez les morts vivants

Германия
- Das Grauen von Schloss Montserrat Germany (DVD title)
- Eine Jungfrau in den Krallen von Zombies

Другие страны
- Among the Living Dead (Международное наименование)
- Mia parthena gia tous zontanous nekrous (Греция)